# Lords of the Underground
Lords of the Underground (L.O.T.U.G) é um grupo de rap formado em 1990 e composto por DoitAll, Mr. Funke e DJ Lord Jazz. Após uma pausa de quatro anos, entre 1995 e 1999, o grupo voltou a atividade normal.

## Discografia

### Álbuns de estúdio
| Ano  | Título                                                                     | Posição nas paradas | Posição nas paradas |
| Ano  | Título                                                                     | U.S.                | U.S. R&B            |
| ---- | -------------------------------------------------------------------------- | ------------------- | ------------------- |
| 1993 | Here Come the Lords - Lançado: 30 de março de 1993 - Gravadora: Pendulum   | 66                  | 13                  |
| 1994 | Keepers of the Funk - Lançado: 1 de novembro de 1994 - Gravadora: Pendulum | 57                  | 16                  |
| 1998 | Resurrection - Lançado: 21 de abril de 1998 - Gravadora: Jersey Kidz       | –                   | –                   |
| 2007 | House of Lords - Lançado: 21 de agosto de 2007 - Gravadora: Affluent       | –                   | –                   |

### Singles
| Ano  | Single                | Posição nas paradas | Posição nas paradas | Posição nas paradas | Álbum               |
| Ano  | Single                | U.S. Hot 100        | U.S. R&B            | U.S. Rap            | Álbum               |
| ---- | --------------------- | ------------------- | ------------------- | ------------------- | ------------------- |
| 1992 | "Psycho"              | –                   | –                   | 17                  | Here Come the Lords |
| 1993 | "Chief Rocka"         | 55                  | 35                  | 1                   | Here Come the Lords |
| 1993 | "Funky Child"         | 74                  | 52                  | 2                   | Here Come the Lords |
| 1993 | "Here Come the Lords" | 93                  | 67                  | 18                  | Here Come the Lords |
| 1994 | "Flow On"             | –                   | –                   | 36                  | Here Come the Lords |
| 1994 | "Tic Toc"             | 73                  | 52                  | 17                  | Keepers of the Funk |
| 1995 | "What I'm After"      | –                   | –                   | 42                  | Keepers of the Funk |
| 1995 | "Faith"               | –                   | –                   | 49                  | Keepers of the Funk |